# Sólo quiero rock & roll
Sólo quiero rock & roll es el tercer álbum de estudio del grupo de rock argentino La Torre, editado en 1984 por RCA Victor.

## Detalles
Este trabajo fue grabado en los Estudios Mediterráneo de Ibiza en septiembre de 1984.
El disco incluye un cover en castellano del blues "Cry Me a River" ("Llórame un río), y fue catalogado como "el mejor disco de rock and roll argentino" por la revista "Pelo".

## Lista de temas
Lado 1
1. Rompe mi amor rompe
2. Quédate en mi corazón
3. Tiempo de descuento
4. Confusa confusión
5. Pesadilla en oriente
6. Metalango

Lado 2
1. Sólo quiero rock and roll
2. Sólo se que estoy perdida
3. Llórame un río
4. Fuera de mi casa

Todos los temas por P. Sosa y O. Mediavilla, excepto «Rompe mi amor rompe» por P. Sosa, O. Mediavilla y C. Garcia López; «Quédate en mi corazón» por P. Sosa, O. Mediavilla y J. Morelli; «Metalango» por P. Sosa, O. Mediavilla, C. Garcia López y L. A. Múscolo; «Llórame un río» por Arthur Hamilton.

## Personal
- Patricia Sosa - voz
- Oscar Mediavilla - guitarra
- Negro García López - guitarra
- Fernando Lupano - bajo
- Jota Morelli - batería
- Luis Alberto Múscolo - teclados